# 博索莱伊
博索莱伊（法語：Beausoleil，法語發音：[bosɔlɛj]）是法国滨海阿尔卑斯省的一个市镇，属于尼斯区。

## 地理
博索莱伊（43°44'31"N, 7°25'25"E）面积2.79 平方千米，位于法国普罗旺斯-阿尔卑斯-蓝色海岸大区滨海阿尔卑斯省，该省份为法国东南部沿海省份，南濒地中海，西南至瓦尔省，西北接上普罗旺斯阿尔卑斯省，北部和东部与意大利接壤。
与博索莱伊接壤的市镇（或旧市镇、城区）包括：佩耶、罗克布吕讷-卡普马丹、拉蒂尔比、摩纳哥市镇。

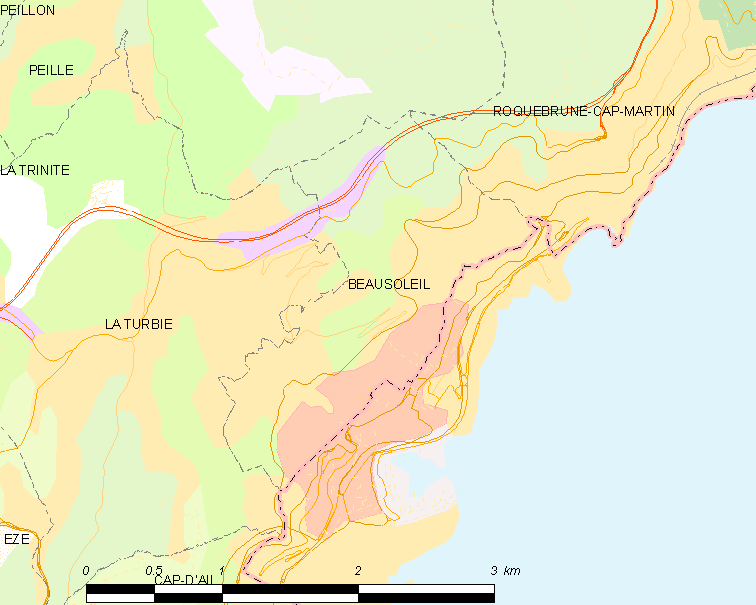
博索莱伊的OSM定位图

博索莱伊的时区为UTC+01:00、UTC+02:00（夏令时）。

## 行政
博索莱伊的邮政编码为06240，INSEE市镇编码为06012。

## 政治
博索莱伊所属的省级选区为博索莱伊县。

## 人口

1962-2008年间博索莱伊人口变化图示

博索莱伊于2022年1月1日时的人口数量为12430人。